# Адамович, Алесь

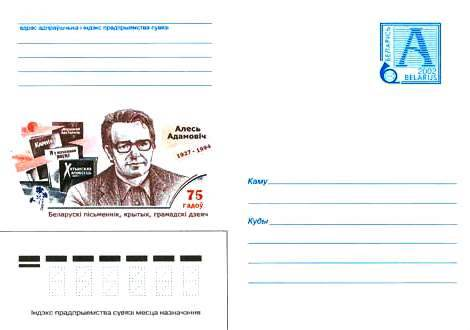
Конверт Белпочты, выпущенный в 2002 году к 75-летию Алеся Адамовича. Художник — Микола Рыжий.

Алекса́ндр (Але́сь) Миха́йлович Адамо́вич (бел. Аляксандр (Алесь) Міхайлавіч Адамовіч; 3 сентября 1927, дер. Конюхи, Минский округ — 26 января 1994, Москва) — белорусский советский писатель, сценарист и литературовед, критик. Доктор филологических наук (1962), профессор (1971), член-корреспондент АН БССР (1980).

## Биография
Родился 3 сентября 1927 года в деревне Конюхи́ Гресского района в семье врачей. С 1928 года семья проживала в посёлке Глуша Бобруйского района.
В 1930 году дедушку Алеся Адамовича по линии матери, Митрофана Фомича Тычина, «раскулачили» и сослали вместе с женой и тремя детьми в Якутию. Это отразилось на судьбе вернувшихся на родину его детей. Так матери Алеся Адамовича власть напоминала о том, что она дочь «кулака», и Алесь Адамович во многих своих произведениях описывает эти сложные для их семьи времена.
Во время Великой Отечественной войны мать, спасая сына от угона в Германию, исправила в школьном свидетельстве дату его рождения на более позднюю. В 1942 году ученик средней школы Алесь Адамович — связной, в 1943 году — боец партизанского отряда имени Кирова 37-й бригады имени Пархоменко Минского соединения. В 1944—1945 годах по направлению Центрального штаба партизанского движения — студент Лениногорского горно-металлургического техникума.
В 1945 году вернулся в Белоруссию, экстерном сдал экзамены за среднюю школу.
В 1945—1950 годах учился на филологическом факультете Белорусского государственного университета, в 1953 году окончил аспирантуру при университете и работал там же на кафедре белорусской литературы.
В 1954—1962 годах и с 1967 года — научный сотрудник, в 1976—1983 годах — заведующий сектором литературных взаимосвязей Института литературы имени Янки Купалы АН БССР.
В 1962—1966 годах учился на Высших сценарных курсах в Москве.
Доктор филологических наук (1962). В 1962—1966 годах преподавал в МГУ курс белорусской литературы, был отстранён от преподавания за отказ подписать письмо с осуждением Ю. Даниэля и А. Синявского. С 1967 по 1987 год вновь работал в Институте литературы им. Я. Купалы АН БССР (с 1976 года — заведующий сектором).
В 1982 году в составе делегации БССР принимал участие в работе XXXVII сессии Генеральной Ассамблеи ООН.
В 1987—1994 годах — директор Научно-исследовательского института киноискусства.

### Общественная деятельность
- Член Союза писателей СССР (с 1957) член правления (1986—1991), в августе 1991 года — секретарь правления, с сентября 1991 года по 1992 год — сопредседатель правления;
- член Союза журналистов СССР (с 1967);
- член Союза кинематографистов СССР (с 1977);
- заместитель председателя Комиссии СССР по делам ЮНЕСКО (1987);
- член Белорусского ПЕН-центра (с 1989);
- член редколлегии журналов «Неман», «Феникс — ХХ», а также редакционного совета альманаха «Детектив и политика».

### Общественно-политическая деятельность
В 1989—1991 годах — народный депутат СССР от Союза кинематографистов СССР, входил в Межрегиональную депутатскую группу.
Активно поддерживал создание Белорусского народного фронта и его инициативы. Был сопредседателем общественного совета историко-просветительного общества «Мемориал» (с 1989), членом бюро клуба «Московская трибуна» (с 1989), членом Координационного совета движения «Апрель» (с 1990). В 1989—1992 годах — сопредседатель Международного фонда «Помощь жертвам Чернобыля».
Подписал «Письмо сорока двух» (1993).

### Смерть
Скончался 26 января 1994 года от второго инфаркта сразу после выступления в Верховном Суде РФ с речью в защиту имущественных прав Союза писателей Москвы и Международного Литфонда.
Согласно завещанию похоронен в посёлке Глуша Бобруйского района Могилёвской области рядом с родителями.

## Творчество
Печатался как критик (с 1953), прозаик (с 1960) и публицист. Писал на белорусском и русском языке. Произведения Адамовича переведены на 21 язык. Неоднократно печатался в «Литературной газете», газете «Московские новости», журналах «Вопросы литературы», «Знамя», «Новый мир», «Дружба народов», «Грани». Был одним из первых, кто поднял тему Чернобыльской катастрофы в её настоящих масштабах.
В 1958 году была опубликована первая книга Адамовича, литературоведческое исследование «Шлях да майстэрства: станаўленне мастацкага стылю Кузьмы Чорнага». В 1959 году вышел из печати сборник его литературно-критических статей «Культура творчасці».
В 1960 году журнал «Дружба народаў» опубликовал его роман «Вайна пад стрэхамі».
В 1961 году из печати вышла монография Алеся Адамовича «Беларускі раман». Она легла в основу докторской диссертации, которую он защищал в 1962 году в Киеве в Институте литературы имени Т. Г. Шевченко.
В 1963 году Алесь Адамович опубликовал в журнале «Дружба народаў» вторую часть романа-дилогии «Сыны сыходзяць у бой». По этим произведениям были написаны киносценарии и сняты двухсерийные фильмы «Вайна пад стрэхамі» и «Сыны сыходзяць у бой» (режиссёр Виктор Туров, автор и исполнитель песен Владимир Высоцкий, киностудия «Беларусьфильм», 1970).
В 1966 году была опубликована повесть «Виктория» (затем названа «Осия»), в которой Алесь Адамович попытался выйти за пределы автобиографизма.
В 1971 году Алесь Адамович написал «Хатынскую повесть» (опубликована в журнале «Дружба народов», 1972, № 9). Хотя произведение имело положительные отзывы, сам писатель выражал обеспокоенность: «Обнаружил, поднял, показал одну лишь крупицу правды, каплю из того, что увидел, понял, а бездонный океан народной, огненной, Хатынской памяти остался, там же, неслышный, невидимый миру». Действие «Хатынской повести» происходит через двадцать пять лет после окончания Великой Отечественной войны. Перед мысленным взором героя произведения — бывшего партизана — встают картины жестоких, кровопролитных боев с оккупантами, страшной трагедии Хатыни, белорусской деревни, сожженной во время Второй Мировой войны. В книге собраны рассказы чудом уцелевших жителей белорусских деревень, которые были сожжены вместе с всеми жителями.
С 1970 по 1973 год вместе с Янкой Брылем и Владимиром Колесником Алесь Адамович проехали по Беларуси, побывали в сотнях сожженных деревень. Они опросили и записали на магнитофон более трёхсот свидетелей войны и трагедий, которые случились в то время. Их рассказы легли в основу документальной книги «Я из огненной деревни…», вышедшей в 1975 году отдельным изданием. Эта книга была переведена на многие языки мира и стала литературным бестселлером на Западе.
В 1975 году в журнале «Пламя» писатель опубликовал серию литературоведческих статей о творчестве Максима Горецкого «Ворота сокровищницы своей открываю…». По жанру произведение относят к роману-эссе.
По мотивам «Хатынской повести» в Государственном русском драмтеатре БССР в 1977 году была поставлена пьеса «Возвращение в Хатынь» (режиссёр Б. Луценко). По мотивам книги «Я из огненной деревни…» (сценарий — А. Адамович) сняли серию документальных фильмов (режиссёр Виктор Дашук), композитор Л. Шлег написала реквием «Помните», в Новосибирском театре драмы представили свою инсценировку.

### Художественная проза
- «Партизаны», роман-дилогия (часть 1 — «Война под крышами», 1960; часть 2 — «Сыновья уходят в бой», 1963)
- «Последний отпуск» (1969), повесть из жизни советской научной интеллигенции
- «Я из огненной деревни…» (1975; совместно с Я. Брылем и В. Колесником), повесть
- «Хатынская повесть» (1971)
- «Каратели, или Жизнеописание гипербореев» (1980), повесть
- «Блокадная книга» (1977—1981; совместно с Д. Граниным)
- «Последняя пастораль» (1987), антивоенная лирико-драматическая повесть-предостережение
- «Немой» (1992), повесть о любви белорусской девушки и немецкого солдата в годы войны

### Литературоведческие книги
- «Шлях да майстэрства: Станаўленне мастацкага стылю К. Чорнага» (Минск, 1958)
- «Культура творчасці» (Минск, 1959)
- «Беларускі раман: станаўленне жанра» (Минск, 1961), «Становление жанра. Белорусский роман» (Москва, 1964)
- «Маштабнасць прозы: урокі творчасці Кузьмы Чорнага» (1972)
- «Горизонты белорусской прозы» (1974)
- «Здалёк і зблізку: беларуская проза на літаратурнай планеце» (1976)
- «Кузьма Чорный. Уроки творчества» (1977)
- «Літаратура, мы і час: артыкулы і выступленні» (1979)
- «„Браму скарбаў сваіх адчыняю …“: [даследаванне жыццёвага і творчага шляху М. Гарэцкага]» (1980)
- «О современной военной прозе» (1981)
- «Война и деревня в современной литературе» (1982)
- «Сказ пра Івана Мележа» (1984, фотоальбом, автор-составитель)
- «Ничего важнее. Современные проблемы военной прозы» (М.: «Сов. писатель», 1985; Минск: «Наука и техника», 1987)
- «Выбери — жизнь» Литературная критика, публицистика. (Минск: «Мастацкая літаратура», 1986)
- «Литература и проблемы века» (М.: «Знание», 1986)
- «Додумывать до конца. Литература и тревоги века» (М.: «Сов. писатель», 1988)
- «Отвоевались!» Статьи, выступления. (М.: «Молодая гвардия», 1990)
- «Мы — шестидесятники» (1991)

### Сборники произведений
- Избранные произведения. В 2 тт. (Минск, 1977)
- «Vixi (Я прожил)» Повести, воспоминания, размышления. (М.: «Материк», 1994)
- Собрание сочинений в 4 тт. (Минск, 1981—1983)
- «Прожито» Автобиографические рассказы, повесть. (М.: «Слово», 2001)

### Киносценарии
- «Война под крышами» (1967)
- «Сыновья уходят в бой» (1969)
- «Я из огненной деревни», документальный фильм (1975, совместно с Я. Брылем, В. Дашуком, В. Колесником)
- «Иди и смотри» (1985, совместно с Э. Климовым)

### Воспоминания
- В партизанах. — М.: Алгоритм, 2018. — 222 с. — (Моя война).

## Награды
- Медаль «Партизану Отечественной войны» II степени (1946)
- Орден «Знак Почёта» (1977)
- Орден Отечественной войны II степени (1985)
- Орден Трудового Красного Знамени (1987)
- Медаль «Защитнику свободной России» (7 июня 1993 года) — за исполнение гражданского долга при защите демократии и конституционного строя 19-21 августа 1991 года[14]

### Премии

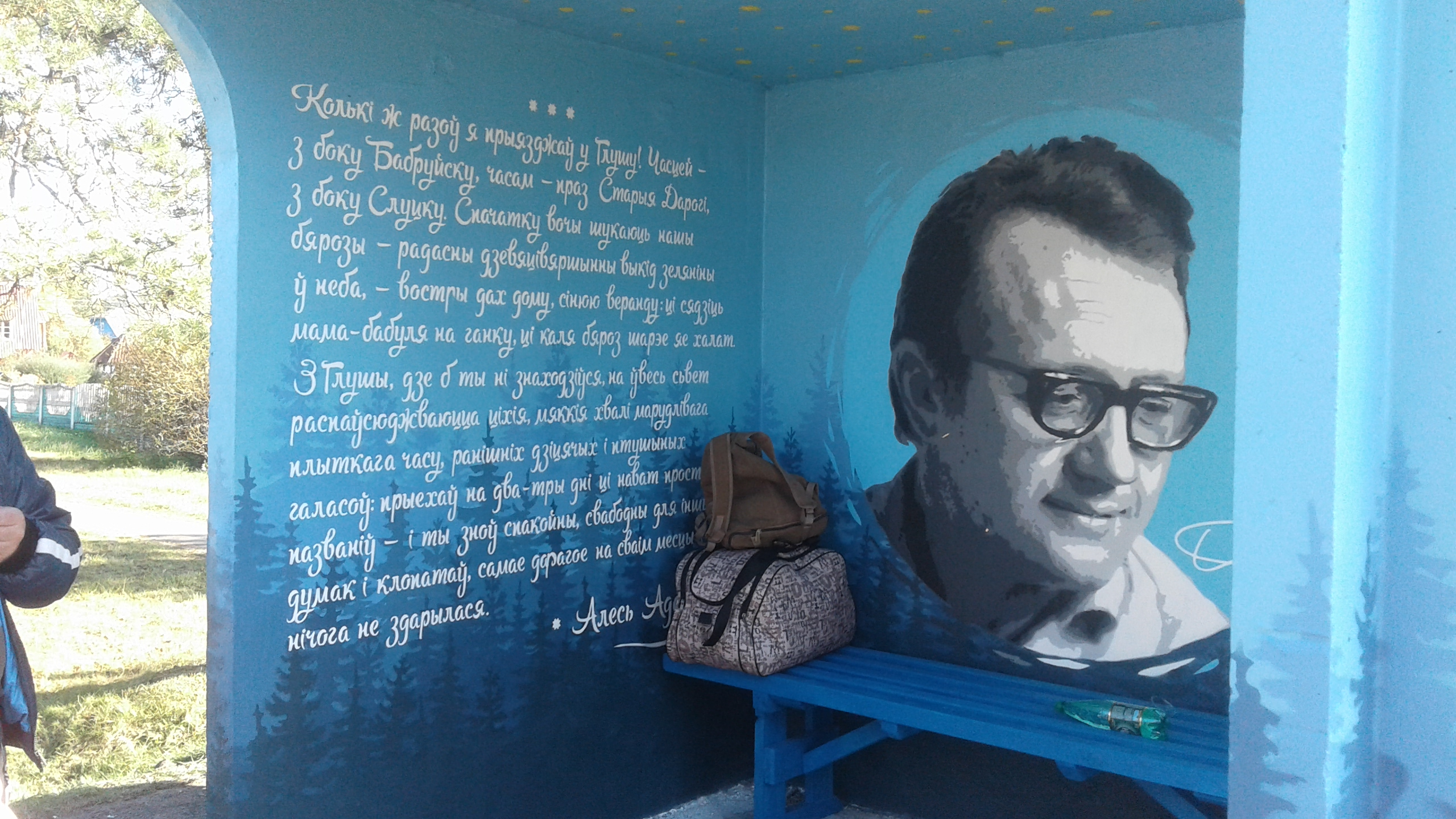
«Остановка Адамовича» в посёлке Глуша Бобруйского района

- Премия Министерства обороны СССР (1974, за «Хатынскую повесть»)
- Государственная премия Белорусской ССР имени Якуба Коласа (1976, за «Хатынскую повесть»)
- Премия журнала «Дружба народов» (1972)
- Золотая медаль имени А. А. Фадеева (1983, за «Блокадную книгу»)

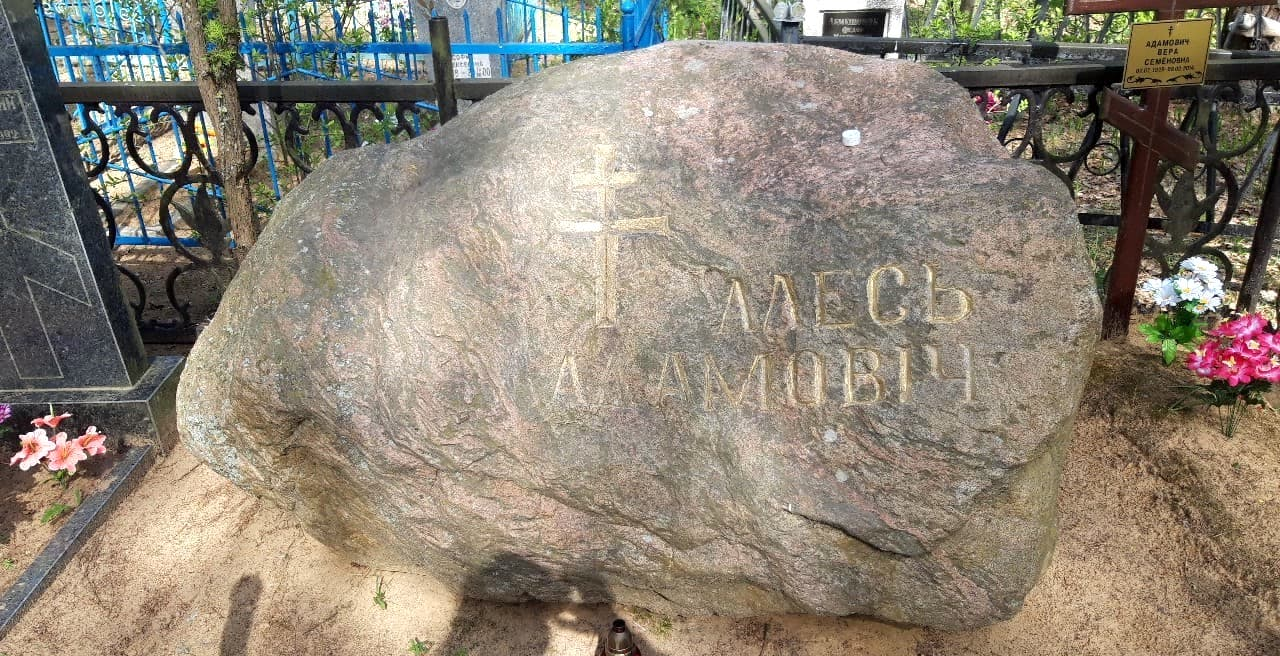
Мемориальный камень на могиле Алеся Адамовича в посёлке Глуша Бобруйского района

- Мемориальный камень на могиле Алеся Адамовича в посёлке Глуша Бобруйского района«За честь и мужество таланта» (1997; посмертно).

## Память
- В Москве на доме, где проживал Алесь Адамович, размещена мемориальная доска. Дом находится в самом центре города по адресу Большой Козихинский переулок, д. 17, стр. 1[15]. Бронзовый мемориал выполнил Даниэль Митлянский[7].
- В белорусском городе Ивацевичи есть улица, названная именем А. Адамовича[16]. В посёлке Глуша Бобруйского района, где похоронен писатель, есть улица Алеся Адамовича.
- Мемориальный камень на могиле Алеся Адамовича в посёлке Глуша Бобруйского района.
- В 2002 году Белпочта выпустила конверт, посвящённый 75-летию Алеся Адамовича. Художник — Микола Рыжий.
- Инициативная группа «Прыпынак Адамовіча» занимается увековечиванием памяти Алеся Адамовича в п. Глуша, созданием сквера и установкой бюста Алеся Адамовича[17]. Появился арт-объект. 9 ноября 2019 года прошло торжественное открытие памятника Алесю Адамовичу в п. Глуша Бобруйского района. Автор работы белорусский скульптор Геник Лойка.
- Имя Алеся Адамовича присвоено одной из улиц Могилёва (бел. вуліца Але́ся Адамо́віча; рус. улица Але́ся Адамо́вича)[18].